# Mycalesis melanopis
Mycalesis melanopis är en fjärilsart som beskrevs av Frederick DuCane Godman 1880. Mycalesis melanopis ingår i släktet Mycalesis och familjen praktfjärilar. Inga underarter finns listade i Catalogue of Life.